# Balm bei Messen
Balm bei Messen är en ort i kantonen Solothurn, Schweiz.
Balm bei Messen var tidigare en egen kommun, men den 1 januari 2010 slogs Balm bei Messen och tre andra kommuner ihop till kommunen Messen.